# Eucryphiaceae
Famille
Classification APG II (2003)
Classification APG III (2009)
Les Eucryphiaceae sont une famille de plantes dicotylédones. 
Ce sont des arbres et arbustes des régions tempérées, du Chili et d'Australie. 
En classification phylogénétique APG II (2003) et classification phylogénétique APG III (2009), cette famille n'existe pas. Le genre Eucryphia est assigné aux Cunoniaceae.

## Liste des genres
- Selon Watson & Dallwitz, elle comprend 5 espèces réparties en un seul genre, Eucryphia Cav.

- Certains auteurs y classent un genre fossile, Eucryphiaceoxylon.